# Hierodula pustulifera
Hierodula pustulifera es una especie de mantis de la familia Mantidae.

## Distribución geográfica
Se encuentra en Queensland (Australia).